# 1901
1901 (MCMI) je bilo navadno leto, ki se je po gregorijanskem koledarju začelo na torek. To je bilo prvo leto 20. stoletja.

## Dogodki

### Januar – junij
- 1. januar – 
  - britanske kolonije Novi Južni Wales, Queensland, Južna Avstralija, Tasmanija, Viktorija in Zahodna Avstralija so se združile v Commonwealth Avstralije z Edmundom Bartonom kot prvim ministrskim predsednikom.
  - Nigerija je postala britanski protektorat.
- 22. januar – Viktorija Britanska je umrla po več kot 63 letih na britanskem prestolu, nasledil jo je Edvard VII.
- 10. januar – v Teksasu so odkrili prvi naftni vrelec, začetek naftne mrzlice v ZDA.
- 5. februar – podpisan je bil sporazum, s katerim je Združeno kraljestvo prepustilo nadzor nad Panamskim prekopom Združenim državam Amerike.
- 6. februar – na pariških železniških postajah so bile postavljene prve javne telefonske govorilnice.
- 26. februar – 
  - druga burska vojna: Buri so zavrnili pogoje premirja na mirovni konferenci v Middelburgu.
  - v Pekingu so usmrtili voditelje boksarske vstaje.
- 4. marec – ruske oblasti so nasilno zatrle študentske demonstracije v Sankt Peterburgu; predrevolucionarni študentski in delavski protesti so potekali v februarju in marcu po številnih večjih ruskih mestih.
- 29. april – v Budimpešti so izbruhnili antisemitski izgredi.
- 17. maj – prvi zlom ameriške borze.
- 28. maj – William Knox D'Arcy je dobil koncesijo za iskanje nafte v Perziji (današnji Iran).
- 2. junij – Kacura Taro je postal ministrski predsednik Japonske
- 12. junij – Kuba je postala ameriški protektorat.

### Julij – december
- 5. avgust – Peter O'Connor je postavil prvi svetovni rekord v skoku v daljino, ki ga priznava Mednarodna atletska zveza.
- 6. avgust – Robert Falcon Scott je odplul na ekspedicijo z namenom raziskati Rossovo morje na Antarktiki.
- 30. avgust – Hubert Cecil Booth je prejel britanski patent za električni sesalnik.
- 6. september – 
  - ameriški anarhist Leon Czolgosz je ustrelil predsednika Williama McKinleyja v Buffalu in ga smrtno ranil.
  - z obratovanjem je pričel ljubljanski tramvaj.
- 7. september – s podpisom boksarske listine se je uradno končala boksarska vstaja na Kitajskem.
- 14. september – Theodore Roosevelt je nasledi Williama McKinleyja kot predsednik Združenih držav Amerike.
- 28. september – filipinsko–ameriška vojna: filipinski gverilci so pobili skoraj 50 ameriških vojakov v kraju Balangiga na otoku Samar; na incident so se Američani kasneje odzvali z brutalnim povračilnim napadom na lokalno prebivalstvo.
- 2. oktober – britanska Kraljeva vojna mornarica je splovila svojo prvo podmornico, HMS Holland 1.
- 24. oktober – ameriška učiteljica Annie Edson Taylor se je v sodu spustila čez Niagarske slapove in preživela.
- 14.–16. november – obsežne poplave so prizadele večji del ozemlja današnje Slovenije, predvsem Gorenjsko.
- 25. november – nemški psihiater Alois Alzheimer je prvič pregledal bolnika Augusta Deterja in postavil diagnozo nove bolezni, kasneje po njem poimenovane Alzheimerjeva bolezen.
- 10. december – v Stockholmu je potekala prva podelitev Nobelovih nagrad, 5 let po smrti Alfreda Nobela.
- 12. december – Guglielmo Marconi je sprejel prvi čezatlantski radijski signal – črko »S« v Morsejevi abecedi.
- 20. december – končana je bila železniška povezava med Mombaso v Keniji in Kisumujem v Ugandi (danes prav tako na ozemlju Kenije).

## Rojstva
- 3. januar – Ngo Dinh Diem, vietnamski politik († 1963)
- 14. januar – Alfred Tarski, poljski logik, matematik in filozof († 1983)
- 30. januar – Rudolf Caracciola, nemški dirkač († 1959)
- 31. januar – Blaž Arnič, slovenski skladatelj († 1970)
- 19. februar – Mohamed Nagib, egiptovski politik († 1984)
- 28. februar – Linus Carl Pauling, ameriški kemik, dvojni nobelovec († 1994)
- 27. marec – Eisaku Sato, japonski politik, nobelovec († 1975)
- 13. april – Jacques Lacan, francoski psihoanalitik († 1981)
- 29. april – Hirohito, japonski cesar († 1989)
- 30. april – Simon Kuznets, belorusko–ameriški ekonomist, nobelovec († 1985)
- 7. maj – Gary Cooper, ameriški filmski igralec († 1961)
- 17. maj – Werner Egk, nemški skladatelj, dirigent († 1983)
- 18. maj – Vincent du Vigneaud, ameriški biokemik, nobelovec († 1978)
- 5. junij – Anastazija Romanova, ruska plemkinja in svetnica († 1918)
- 6. junij – Sukarno, indonezijski politik († 1970)
- 10. junij – Antonín Bečvář, češki astronom († 1965)
- 16. junij – Henri Lefebvre, francoski filozof in sociolog († 1991)
- 9. julij – Barbara Cartland, angleška pisateljica († 2000)
- 2. avgust – Slavko Grum, slovenski dramatik in pisatelj († 1949)
- 8. avgust – Ernest Orlando Lawrence, ameriški fizik, nobelovec († 1958)
- 20. avgust – Salvatore Quasimodo, italijanski pesnik in prevajalec, nobelovec († 1968)
- 26. avgust – Maxwell Davenport Taylor, ameriški general, jezikoslovec, pedagog in diplomat († 1987)
- 22. september – Charles Brenton Huggins, kanadsko–ameriški zdravnik, nobelovec († 1997)
- 23. september – Jaroslav Seifert, češki pisatelj in novinar, nobelovec († 1986)
- 29. september – Enrico Fermi, italijansko–ameriški fizik, nobelovec († 1954)
- 19. oktober – Arleigh Albert Burke, ameriški admiral († 1996)
- 23. oktober – Kristmann Gudmundsson, islandski književnik († 1983)
- 3. november – Leopold III., kralj Belgijcev († 1983)
- 22. november – Joaquín Rodrigo, španski skladatelj († 1999)
- 23. november – Marieluise Fleißer, nemška pisateljica († 1974)
- 5. december – 
  - Walt Disney, ameriški producent, režiser, scenarist, igralec, animator, podjetnik, vizionar in filantrop († 1966)
  - Werner Karl Heisenberg, nemški fizik, filozof, nobelovec († 1976)
- 16. december – Margaret Mead, ameriška antropologinja († 1978)
- 26. december – Peter van de Kamp, nizozemsko–ameriški astronom († 1995)
- 27. december – Marie Magdalene »Marlene« Dietrich, nemško–ameriška filmska igralka in pevka († 1992)

## Smrti
- 11. januar – Vasilij Sergejevič Kalinnikov, ruski skladatelj (* 1866)
- 14. januar – Charles Hermite, francoski matematik (* 1822)
- 21. januar – Elisha Gray, ameriški električni inženir in izumitelj (* 1835)
- 22. januar – Viktorija Britanska, kraljica Združenega kraljestva (* 1819)
- 27. januar – Giuseppe Verdi, italijanski skladatelj (* 1813)
- 11. februar – Milan Obrenović, srbski kralj (* 1854)
- 13. marec – Benjamin Harrison, ameriški odvetnik, general in politik (* 1833)
- 1. april – François–Marie Raoult, francoski fizik in kemik (* 1830)
- 16. april – Henry Augustus Rowland, ameriški fizik, astronom (* 1848)
- 30. maj – Victor D'Hondt, belgijski pravnik in matematik (* 1841)
- 18. junij – Josip Murn – Aleksandrov, slovenski pesnik (* 1879)
- 4. julij – Peter Guthrie Tait, škotski fizik, matematik (* 1831)
- 12. avgust – Francesco Crispi, italijanski politik (* 1818)
- 5. september – Ignacij Klemenčič, slovenski fizik (* 1853)
- 14. september – William McKinley, ameriški politik (* 1843)

## Nobelove nagrade
- fizika: Wilhelm Conrad Röntgen
- kemija: Jacobus Henricus van 't Hoff
- fiziologija ali medicina: Emil Adolf von Behring
- književnost: Sully Prudhomme
- mir: Jean Henri Dunant, Frédéric Passy